# Juan Aguilera (football)
Pour les articles homonymes, voir Juan Aguilera et Aguilera.
Juan Aguilera est un footballeur international chilien, né à Santiago (Chili) le 23 octobre 1903 et mort le 21 octobre 1979. Il évolue au poste d'attaquant durant les années 1930.

## Biographie
Durant sa carrière, il évolue en tant que attaquant pour le club chilien d'Audax Italiano, ainsi que pour l'équipe du Chili de football avec laquelle il participe à la Coupe du monde de football 1930 en Uruguay.